# Langmuir-hullámok
A Langmuir hullámok vagy más néven plazmaoszcilláció, elektromosan vezető közegben, például plazmában vagy fémekben, az elektronok sűrűségében bekövetkező gyors változásokat jelentik. A rezgéseket a szabad elektronok instabilitásaként is lehet jellemezni. 
A Langmuir hullámokat elsőként Irving Langmuir amerikai fizikus és Lewi Tonks írta le az 1920-as években.

## Keletkezésük
Tételezzük fel, hogy egy elektromosan semleges plazmában, melyet pozitív töltésű ionokból és negatív töltésű elektronokból álló gáz alkot, egyensúlyi állapot van. Ha kis mértékben elmozdítunk egy elektront, vagy elektronok egy csoportját az ionokhoz képest, a Coulomb erő az elektronokat visszahúzza.

### Hideg elektronok
Ha az elektronok termikus mozgását elhanyagoljuk, a töltések plazmafrekvenciával rezegnek:
{\displaystyle \omega _{pe}={\sqrt {\frac {n_{e}e^{2}}{m^{*}\varepsilon _{0}}}},\left[rad/s\right]}
{\displaystyle \omega _{pe}={\sqrt {\frac {4\pi n_{e}e^{2}}{m^{*}}}},}
ahol
{\displaystyle n_{e}} : elektronsűrűség
e: elektromos töltés
m*: az elektronok hatásos tömege
{\displaystyle \varepsilon _{0}}: a vákuum permittivitása
Megjegyzés: a fenti képlet csak akkor érvényes, ha az ionok tömegét végtelennek tekintjük. Ez jó közelítést ad, mivel az elektronok sokkal könnyebbek, mint az ionok.
A képletet módosítani kell elektron-pozitron párt tartalmazó plazma esetén, ami gyakran előfordul az asztrofizikában.
Megjegyzendő, hogy ha {\displaystyle m^{*}} az elektrontömeg, az {\displaystyle \omega _{pe}} plazmafrekvencia csak az elektronok koncentrációjától ({\displaystyle n_{e}}) és a fizikai állandóktól függ. 
Az
{\displaystyle f_{pe}=\omega _{pe}/2\pi }
plazmafrekvencia számszerű értéke:
{\displaystyle f_{pe}\approx 8980{\sqrt {n_{e}}}} Hz,
ahol {\displaystyle n_{e}} az elektronok száma  1 cm−3-ben.

### Meleg  elektronok
Ha az elektronok termikus sebességének ({\displaystyle v_{e,th}={\sqrt {\frac {k_{B}T_{\mathrm {e} }}{m_{e}}}}}) hatását is számításba vesszük, az elektronnyomás és az elektromos tér visszaállító erőként működik.
{\displaystyle \omega ^{2}=\omega _{pe}^{2}+{\frac {3k_{B}T_{\mathrm {e} }}{m_{e}}}k^{2}=\omega _{pe}^{2}+3k^{2}v_{\mathrm {e,th} }^{2}}
Ezt Bohm-Gross  diszperziós egyenletnek nevezik.
Ha a térbeli kiterjedés nagy a Debye-hosszhoz képest, a rezgéseket csak gyengén befolyásolja a nyomás; azonban kis méretekben a nyomás dominál, és a hullámok sebessége {\displaystyle {\sqrt {3}}\cdot v_{e,th}} lesz. 
Ilyen hullámok esetén az elektronok termikus sebessége nagyságrendileg a fázissebesség tartományába esik, így  
{\displaystyle v\sim v_{ph}\ {\stackrel {\mathrm {def} }{=}}\ {\frac {\omega }{k}},}
így a plazmahullámok elektronokat gyorsíthatnak fel, amik nagyjából a hullámok fázissebességével mozognak. 
Fémben vagy félvezetőben az ionok potenciálját is figyelembe kell venni.

## Érdekességek
- 2006-ban a Texasi Egyetem plazmafizikusai le tudták fényképezni a Langmuir hullámokat, amiket egy 30 TW-os lézer állított elő.[3]

## Fordítás
- Ez a szócikk részben vagy egészben  a   Plasma oscillation című angol Wikipédia-szócikk fordításán alapul.  Az eredeti cikk szerkesztőit annak laptörténete sorolja fel. Ez a jelzés csupán a megfogalmazás eredetét és a szerzői jogokat jelzi, nem szolgál a cikkben szereplő információk forrásmegjelöléseként.